# 요제프 루트비히 라베

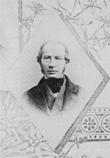
요제프 루트비히 라베.

요제프 루트비히 라베(Joseph Ludwig Raabe, 1801년 5월 15일 브로디, 갈리치아 ~ 1859년 1월 22일 취리히, 스위스)는 스위스의 수학자였다.

## 생애
부모가 매우 가난했기 때문에 라베는 아주 어린 나이부터 개인 교습을 하며 생계를 꾸려야 했다. 그는 1820년에 오스트리아 빈에 있는 폴리테크니쿰에서 수학을 공부하기 시작했다. 1831년 가을, 그는 취리히로 이주하여 1833년에 수학 교수가 되었다. 1855년에는 새로 설립된 스위스 폴리테크니쿰의 교수가 되었다.
그는 달랑베르 판정법의 확장인 라베 판정법으로 가장 잘 알려져 있다. 라베 판정법은 일부 경우에 무한 급수의 수렴 또는 발산을 결정하는 데 사용된다. 그는 또한 감마 함수의 라베 적분으로도 알려져 있다.
{\displaystyle \int _{a}^{a+1}\log \Gamma (t)\,dt={\tfrac {1}{2}}\log 2\pi +a\log a-a,\quad a\geq 0.}

## 출판물
- 미적분학(Differential- und Integralrechnung, 3권) (취리히, 1839–1847)
- 수학 통신(Mathematische Mitteilungen, 2권) (1857-1858)